# Egon von Gayl (Landrat)
Egon Immo Georg Werner Freiherr von Gayl (* 29. Februar 1928 in Misdroy) ist ein ehemaliger deutscher Verwaltungsbeamter.

## Leben
Egon von Gayl ist ein Sohn des Majors Egon Immo Freiherr von Gayl (1888–1937), Sohn des Generals Egon von Gayl, und der Editha Else Eugenie Ottony von Puttkamer (1899–1995), Tochter des Landrats Henning von Puttkamer.
Er ist Diplom-Landwirt und Jurist.
Von 1965 bis 1970 amtierte er als Landrat im Kreis Eckernförde. Von 1971 bis 1993 war er Geschäftsführer der Schleswig-Holsteinischen Landgesellschaft und von 1986 bis 1992 Vorstandsvorsitzender des Bundesverbands der gemeinnützigen Landgesellschaften.